# 尼克·瑟諾芬
尼克·瑟諾芬（Nick Xenophon，1959年1月29日—）是一位澳洲政治人物，他是一位獨立參議員。自2008年開始，他是代表南澳大利亞州的澳大利亞參議院議員之一。他出生在阿德萊德。